# Ommatius strictus
Ommatius strictus là một loài ruồi trong họ Asilidae. Ommatius strictus được Walker miêu tả năm 1860. Loài này phân bố ở miền Ấn Độ - Mã Lai.